# Hex (Bark Psychosis)
Hex è un album del gruppo musicale inglese Bark Psychosis, pubblicato nel 1994 dall'etichetta indipendente Circa Records e dalla Caroline Records.
Viene considerato come il primo vero e proprio album del gruppo, che dal 1988 fino al 1993 aveva pubblicato solo EP e singoli, raccolti poi successivamente nella compilation Independency.

## Il disco
È stato registrato tra Bath nel Somerset, un appartamento di Brighton e i Master Rock Studios e i RAK Studios di Londra. Durante la registrazione, avvenuta tra marzo e novembre del 1993, Daniel Gish ha temporaneamente lasciato il gruppo per ritornare solo per il tour promozionale, durante il quale anche John Ling abbandonò il gruppo perché non si sentiva in grado di suonare.
La copertina ritrae in lontananza una parte della chiesa di St John vista dai binari della stazione di Stratford, mentre sul terreno si stagliano le ombre dei componenti del gruppo.

## Accoglienza

### Critica
È stato il primo disco etichettato ufficialmente sotto il genere post-rock dal critico musicale Simon Reynolds in una recensione per la rivista Mojo.
A distanza di anni la critica musicale ha considerato questo disco come uno dei più innovativi degli anni novanta. L'importanza che il silenzio e le pause hanno nelle composizioni ha reso affine Hex agli ultimi album dei Talk Talk, Spirit of Eden (1988) e Laughing Stock (1991), e insieme a essi ha introdotto alla nascita del post-rock.

## Tracce
Testi e musiche di Bark Psychosis.
1. The Loom – 5:16
2. A Street Scene – 5:36
3. Absent Friend – 8:20
4. Big Shot – 5:21
5. Fingerspit – 8:21
6. Eyes & Smiles – 8:31
7. Pendulum Man – 9:54

## Formazione

### Gruppo
- Graham Sutton - voce, campionatore, chitarra, pianoforte, melodica, organo Hammond
- Daniel Gish - tastiere, pianoforte, organo Hammond
- John Ling - basso, campionatore, percussioni
- Mark Simnett - batteria, percussioni

### Altri musicisti
- Ivan McCready - violoncello
- Dave Ross - djembe
- Phil Brown - flauto
- Neil Aldridge - triangolo
- Del Crabtree - tromba
- Pete Beresford - vibrafono
- John Metcalfe - viola
- Louisa Fuller - violino
- Rick Coster - violino